# トーマス・ドウ
トーマス・バートウェル・ドウ・ジュニア (Thomas Bartwell Doe, Jr. 、1912年10月12日 - 1969年7月19日) は1920年代終わりに活躍したアメリカのボブスレー選手。1928年のサンモリッツオリンピックの男子5人乗りで銀メダルを獲得した。ノースカロライナ州ヘンダーソンビルで亡くなった。